# Żambył Kukiejew
Żambył Muchitowicz Kukiejew (oryg. Жамбыл Мухитович Кукеев; ur. 20 września 1988 w Ałma-Acie) – kazachski piłkarz, grający w klubie Kajrat Ałmaty, do którego trafił w 2013 roku. Występuje na pozycji pomocnika. W reprezentacji Kazachstanu zadebiutował w 2006 roku.